# Kerk van Longerhouw
De kerk van Longerhouw is een kerkgebouw in Longerhouw, gemeente Súdwest-Fryslân, in de Nederlandse provincie Friesland.

## Beschrijving
De zaalkerk met vijfzijdige koorsluiting werd in 1757 gebouwd ter vervanging van een bouwvallige middeleeuwse kerk. De zadeldaktoren van drie geledingen dateert uit de 13e eeuw. In de toren hangt een klok (1722) van klokkengieter Joan Nicolaus Derck. Het kerkgebouw is een rijksmonument.
Het interieur wordt gedekt door een houten tongewelf. De preekstoel (1757) is voorzien van Bijbelse voorstellingen van Jezus (geboorte, kruisiging, opstanding, hemelvaart en laatste oordeel) omgeven door Lodewijk XV-motieven. In 2018 werd bekend dat de kansel gemaakt is door Gerben Jelles Nauta. Er zijn restanten van een mozaïek met afbeeldingen van een adelaar, hert, lelie, ridder en rozet. Deze restanten zijn afkomstig uit de oorspronkelijke middeleeuwse kerk en dateren uit de 14e eeuw. Ze kwamen tevoorschijn bij restauratiewerkzaamheden in 1985. Het orgel uit 1868 is gemaakt door L. van Dam en Zonen.

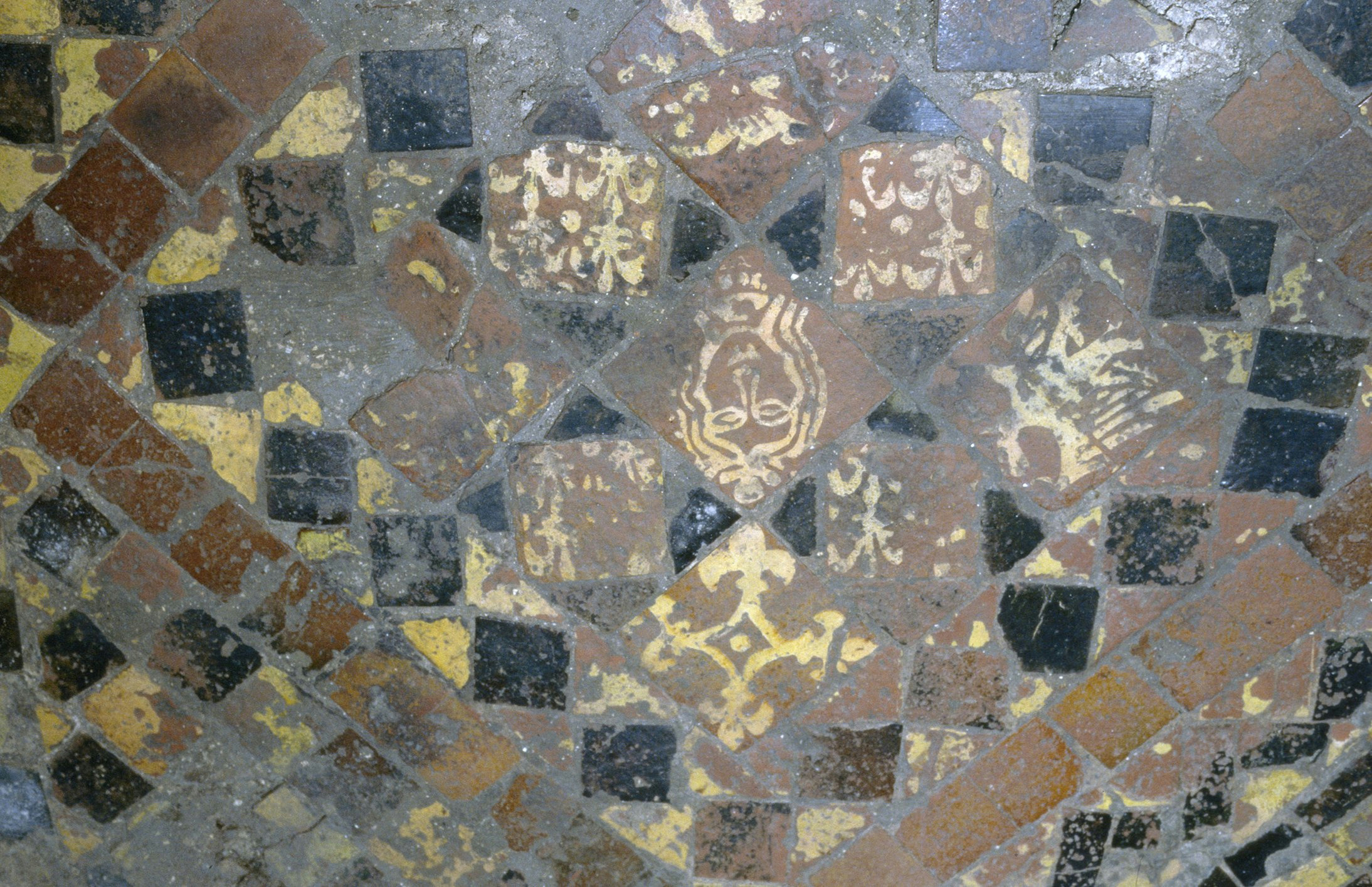
Mozaïek
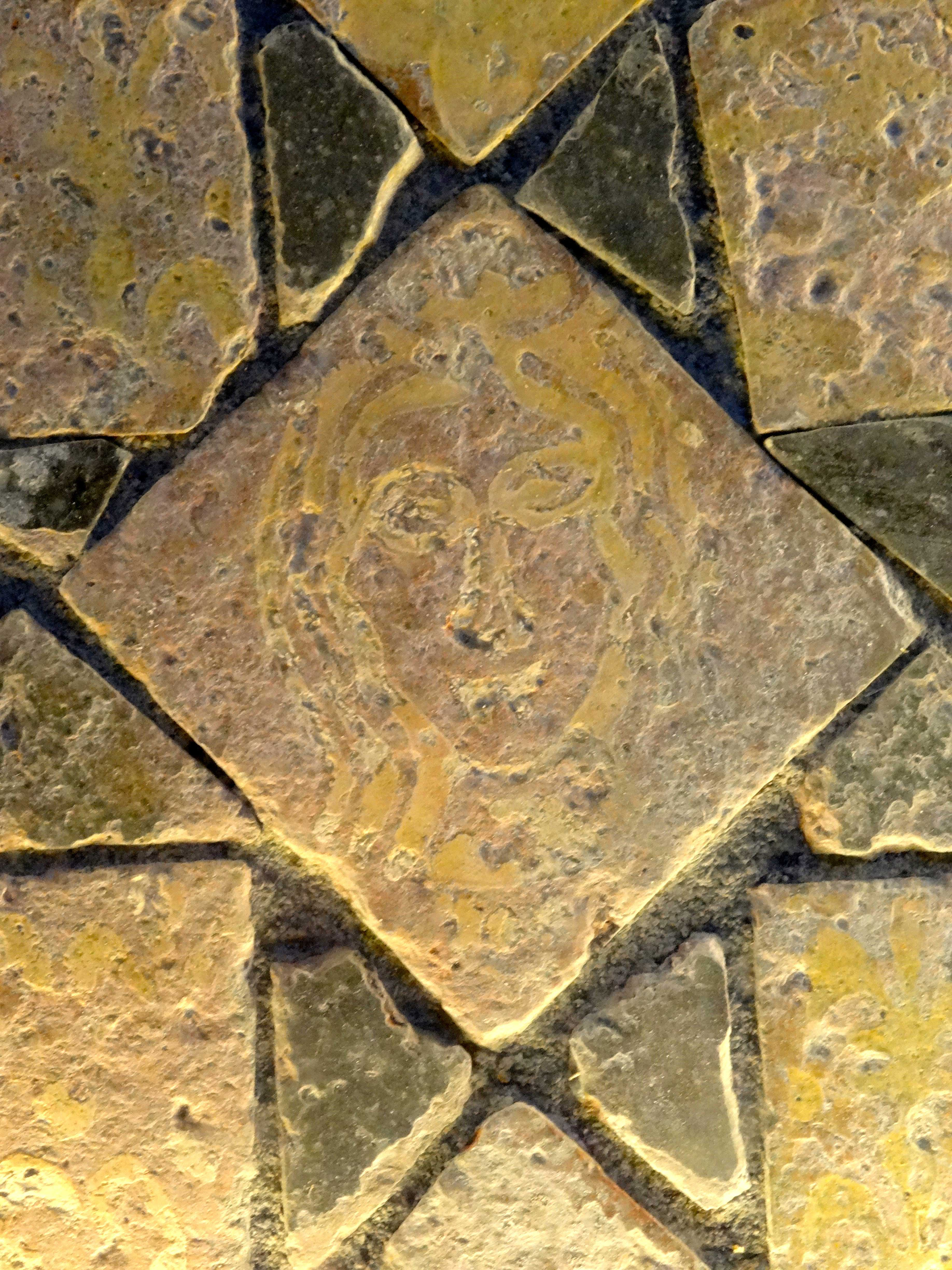
Mozaïek (detail)
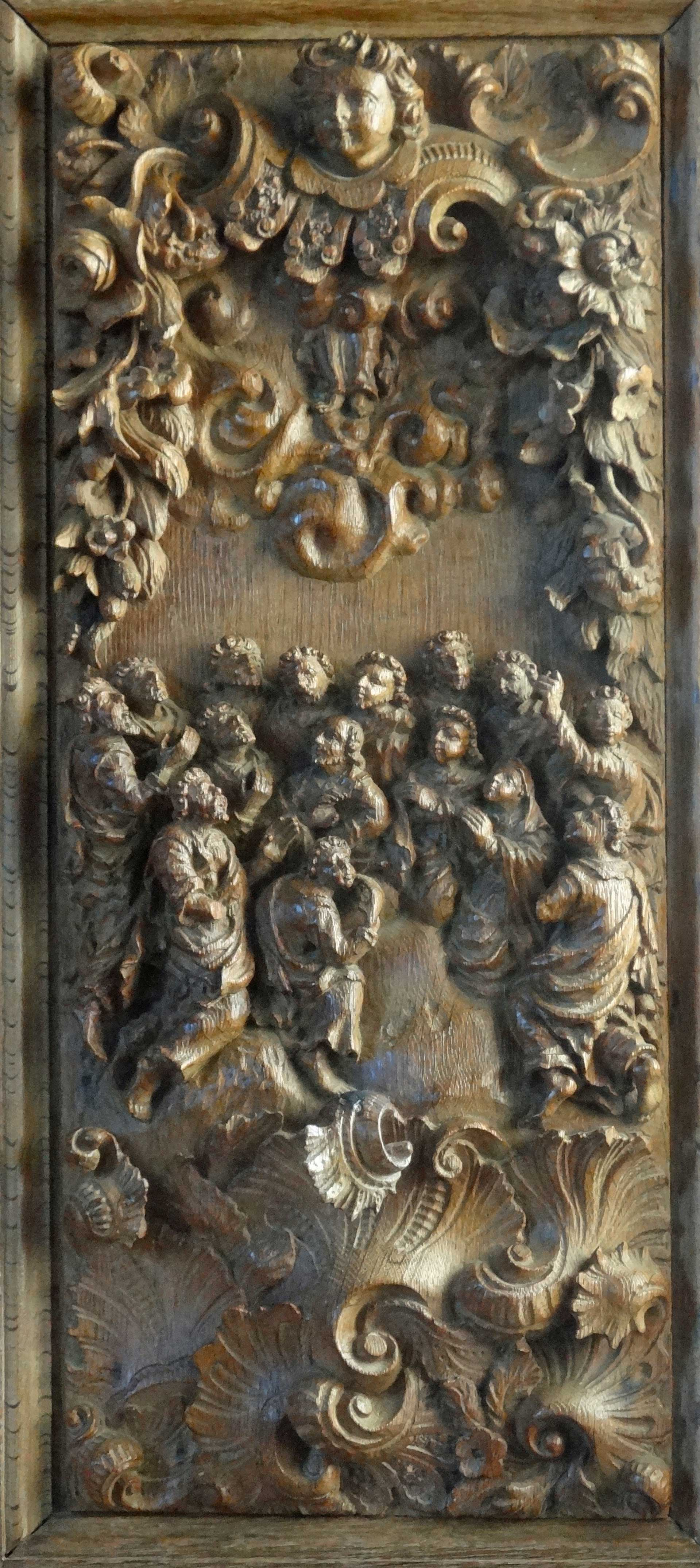
Preekstoel (detail)
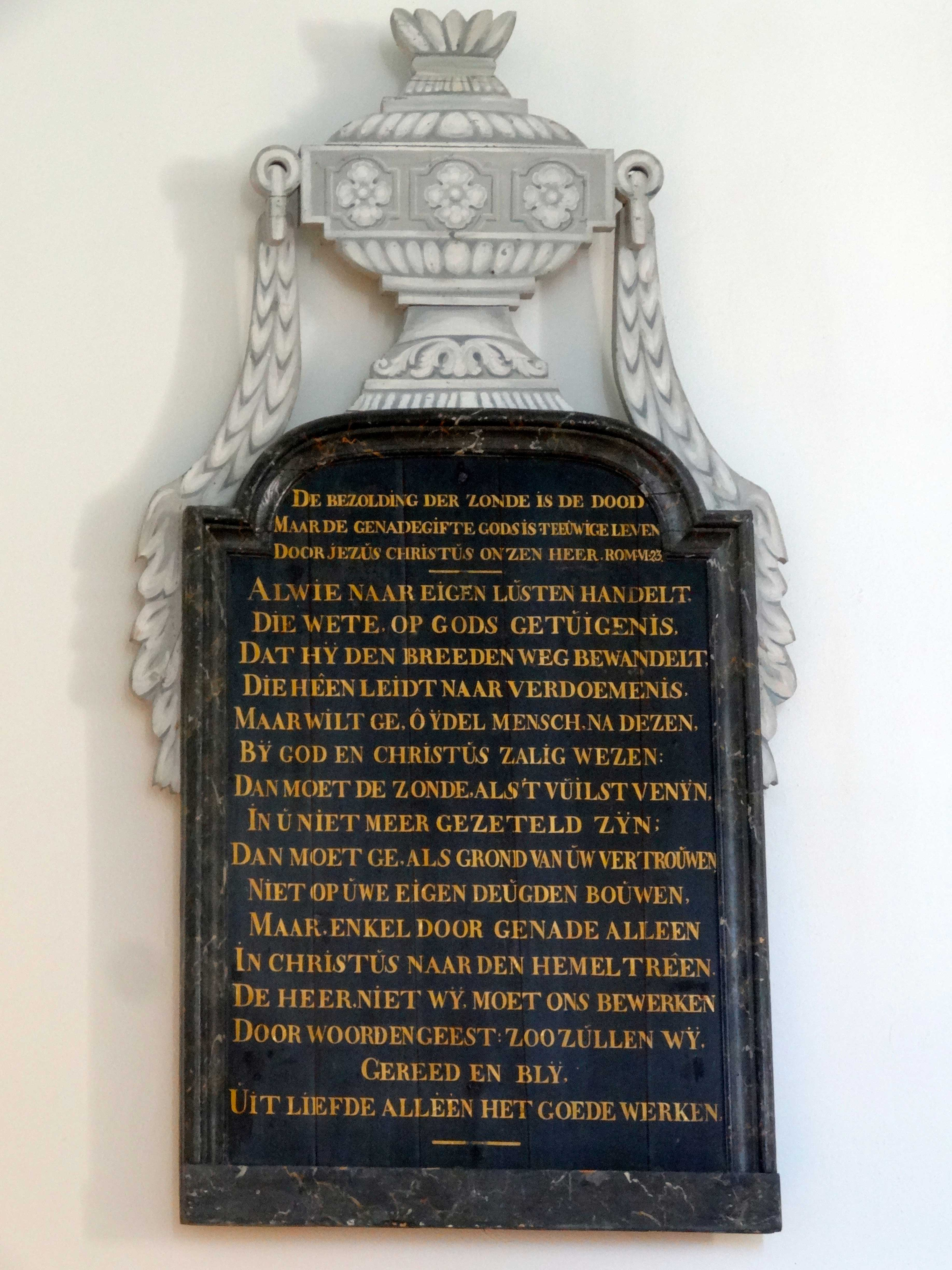
Tekstbord met vermaning

De kerk wordt gebruikt door de Protestantse gemeente Schettens-Schraard-Longerhouw.